# Internet Explorer 4
Internet Explorer 4 (сокращённо IE4) — четвёртая версия обозревателя от Microsoft, выпущенная в октябре 1997 года. Первая версия IE, в которой появился новый логотип с синей буквой E.
Эта версия имела более глубокую связь с операционной системой. Код обозревателя был полностью переписан. Основным нововведением IE4 является технология групповой политики, позволяющей компаниям отлаживать и контролировать доступ своих сотрудников ко многим аспектам конфигурации обозревателя. Версия поддерживала DHTML, собственные расширения JavaScript, несовместимые с Netscape 4.0, могла перерисовывать страницу (например, если с помощью JS был добавлен или убран элемент). IE 4.0 поддерживал собственную объектную модель документа (DOM), так называемую document.all, которая была значительно проще и стабильнее DOM Netscape — document.layers.
Он поставлялся как обозреватель по умолчанию в Windows 98. Также предлагался для Windows 3.1, Windows 95 и Windows NT 4.0.
Это был один из главных участников первой войны браузеров. Версия IE 4.0 была включена в Windows 95 OEM Service Release 2.5 и 4.01 в Windows 98, кроме того, браузер работал на новом движке Trident.
Установка IE 4 в Windows 95 или Windows NT 4 сопровождалась с установкой Windows Desktop Update, которая обновляла Windows Explorer, добавляла поддержку Active Desktop.
Преемник IE4, обозреватель Internet Explorer 5 вышел в марте 1999 года.